# Mount Fox
Mount Fox este un vulcan latent situat în localitatea Mount Fox, la 50 km vest de Ingham, Shire of Hinchinbrook, Queensland, Australia. Mount Fox are un crater superficial și un flux de lavă care se extinde de la baza sudică a conului. Conul se află pe fluxuri de lavă bazaltică care au 23,6 milioane de ani.